# Famille Jouan de Kervenoaël
La famille Jouan de Kervenoaël est une famille subsistante de la noblesse française, d'ancienne extraction, originaire de Bretagne, maintenue noble en 1675 sur une filiation remontant à 1426.
Elle compte notamment parmi ses membres des officiers supérieurs, deux officiers généraux, deux conseillers généraux dont l'un député de la Vendée (1924-1928).

## Histoire
La famille Jouan ou Jouhan, originaire du pays de Léon où elle est mentionnée dès 1426 dans les réformations et montres dans les paroisses de Plouzané, Saint-Renan, Trébabu, Milizac et Plougouvelin, est maintenue dans sa noblesse d'ancienne extraction  sur quatre générations par arrêt du parlement de Bretagne du 7 mai 1675 et par arrêt du Conseil du 7 juin 1722,,.
Sa filiation suivie établie sur titres authentiques remonte à Yvon Jouan, écuyer, seigneur de Penanec'h, mentionné dans la réformation de 1426, marié à Marie Calamaign (fille de Jean, archer de la garde du duc de Bretagne), dont il a pour fils Bernard Jouan, écuyer, marié vers 1448 à Benone de Kermorvan, mentionné dans la montre générale des nobles de l'évêché de Léon, reçue à Lesneveu en 1426 et qui partagea noblement en 1440.
Régis Valette dans Catalogue de la noblesse française (2007) indique la famille Jouan de Kervenoaël de noblesse d'ancienne d'extraction avec une filiation noble prouvée remontant à 1426.
La famille Jouan s'est divisée en plusieurs branches dont celle des seigneurs de Penanec’h (éteinte), celle des seigneurs de la Villejouan (éteinte) et celle des seigneurs de Kervenoaël, seule subsistante.
La branche Jouan de Kervenoaël prend son nom du fief de Kervenoaël apporté dans la famille par le mariage de Marie-Anne du Vergier de Kerhorlay, dame de Kervenoaël avec René Jouan, écuyer, seigneur de Kerberec, Kerarlin, Kerouldic et Kervézennec, maréchal des logis dans la compagnie de Keranstrat.
Jacques Gabriel Jouan, chevalier, seigneur de Kervenoaël (1758-1819) épouse en 1789 Marie Guillemette Hervé de Chefdubois dont il a trois fils : Bernard Louis, Nicolas, Michel François.
- Bernard Louis Jouan de Kervenoaël (1795-1837), épouse en 1826 Marie Hyacinthe de Gras dont Charles (1837-1913), marié en 1866 à Anne Lamadour dont postérité[7].
- Nicolas Jouan de Kervenoaël (1799-1872), épouse en 1833 Rosine de Monmonnier. Leur fils, Henri Marcel, né en 1836, intendant général, commandeur de la Légion d'honneur, épouse en 1861 Antoinette Maillard de la Gournerie, dont il a deux fils qui continuent[7].
- Michel François Jouan de Kervenoaël (1802-1867), épouse en 1842 Anastasie de Parcevaux de Tronjoly dont Louis Marie (1843), qui épouse en 1867 Hélène Lamadour d'où postérité et Michel Armand (1845) marié en 1884 à Mlle Jégou du Laz dont un fils[7].

La famille Jouan de Kervenoaël est admise en 1948 à l'ANF et elle est représentée au Jockey Club.

## Liens de filiation entre les personnalités
Les sources secondaires permettent de reporter la filiation simplifiée suivante de cette famille :
- Yvon Jouan, écuyer ( -1435), marié à de Marie Kerlamaigu.
  - Bernard Jouan, écuyer, seigneur de Penenech.
    - Robert Jouan, écuyer, seigneur de Penenech. En 1481, il épouse Marie Le Veyer.
      - Yvon Jouan, écuyer, marié à Marie du Baudiez, auteur de la branche des seigneur de Penenech.
        - Gabriel Jouan (1510-1577), écuyer, seigneur de Pennanec'h et de Kercharles, docteur en droit de l'Université de Ferrare[9], conseiller au Parlement de Bretagne en 1570 et au Présidial de Quimper. Mort sans postérité, sa succession passe à sa sœur[3].

      - Thomas Jouan, écuyer, vivant en 1548, marié à Clémence de Boishebara.
        - Edouard Jouan épouse Mathurine de Boishebara.
          - Pierre Jouan, écuyer, avocat au Parlement. En 1641, il épouse Mathurine Eonnet.
            - Yves Jouan, écuyer, seigneur de la Villejouan, maintenu noble en 1675. En 1650, il épouse Marguerite Le Bihan.
              - Urbain Jouan de Penec’h, écuyer, seigneur de la Villejouan.
                - Yves Jouan (1680-1751), maintenu noble en 1736, qui continue la branche de la Villejouan éteinte vers le milieu du XIXe siècle.

            - Pierre Jouan (1633-1707), écuyer, seigneur de Kerberec, conseiller procureur du roi, confirmé noble par lettres de 1698. En 1658, il épouse Marguerite Bobet de Lanhuron.
              - Antoine Jouan de Penanec'h, capitaine au régiment de Maulevrier, il se distingue au siège de Namur en 1695 où blessé d'un coup de mousquet à la tête, il meurt cinq jours après[3].
              - René Jouan (1661-1740), écuyer. En 1687, il épouse Anne Marie du Vergier de Kergorlay.
                - Jérôme Jouan (1702-1738), écuyer, seigneur de Kervenoaël. En 1730, il épouse Marie-Françoise de Chastenet.
                  - Michel Jouan (1734-1792), seigneur de Kervenoaël, avocat au Parlement. En 1757, il épouse Marie Elisabeth Le Guillou de Keranroy.
                    - Bernard-Marie Jouan de Kervenoaël, né à Lesneven, le 2 octobre 1763, lieutenant des canonniers garde-côtes, sergent-major dans le régiment du Dresnay dans l'émigration est blessé le 16 juillet 1795 lors du débarquement de Quiberon et fusillé le même jour à Quiberon[3],[10],[11],[12].
                    - Jacques-Gabriel Jouan de Kervenoaël (27 octobre 1758 à Lesneven - 2 janvier 1819), officier. Le 18 août 1789 à Saint-Pol-de-Léon, il épouse Marie-Guillemette Hervé du Penhoat.

- Jacques-Gabriel Jouan de Kervenoaël (27 octobre 1758 à Lesneven - 2 janvier 1819), officier. Le 18 août 1789 à Saint-Pol-de-Léon, il épouse Marie-Guillemette Hervé du Penhoat.
  - Bernard Jouan de Kervenoaël (8 novembre 1795 à Locquénolé - 15 octobre 1837 à Pontivy), officier. Le 26 novembre 1826 à Pontivy, il épouse Hyacinthe de Gras.
    - Charles Jouan de Kervenoaël (26 juin 1837 à Pontivy - 7 mai 1923 à Pontivy), ingénieur agronome, conseiller général du Morbihan pour le canton de Pontivy (1895-1913). Le 9 août 1866 à Saint-Pol-de-Léon, il épouse Anne Lamandour.
      - Jeanne Jouan de Kervenaoël (30 juillet 1873 à Pontivy - 13 février 1956 à Pontivy), infirmière militaire, présidente de la Société des Infirmiers et brancardiers de l’Arvor et de l'association Valentin-Haüy, administratrice du bureau de bienfaisance et conseillère municipale de Pontivy (1945-1956)[13]. Elle adopte sa nièce et son neveu, orphelins, donnant naissance à la famille de L'Escale Jouan de Kervenoaël.
      - Bernard Jouan de Kervenoaël (2 juillet 1881 à Pontivy - 1941), officier. Le 8 avril 1911 à Saint-Malo, il épouse Geneviève Marie Ribal[14]..
        - Bernard Jouan de Kervenoaël (1912-1970), dit le « capitaine Saint-Michel », chef d'escadron de cavalerie, fondateur et chef, sous la Résistance, des Maquis du Tarn, adjoint opérationnel et instructeur militaire du Maquis de la Montagne Noire[15],[16],[17], officier de la Légion d'honneur[18].

  - Nicolas-Gabriel Jouan de Kervenoaël (29 janvier 1799 à Plouzévédé - 31 mars 1872 à Nantes), garde-corps de Charles X[3], démissionnaire en 1830. Le 18 mai 1833 à Lamballe, il épouse Rosine Fortunée Charlotte de Montmonnier[19].
    - Émile Jouan de Kervenoaël (25 février 1834 à Cast - 24 juin 1859), capitaine d'état-major, mort pour la France le 24 juin 1859 à la bataille de Solférino, après s'être distingué à Montebello où il est fait chevalier de la Légion d'honneur sur le champ de bataille[3],[20].
    - Henri Jouan de Kervenoaël (1836-1922), intendant général des Armées[7], il participe au siège de Paris en 1870, conseiller municipal et président des Comités de la Croix-Rouge et de la Société de secours aux blessés militaires de Nantes[21], commandeur de la Légion d'honneur[7],[22], grand-croix de l'ordre de Saint-Stanislas de Russie[23],[24]. Le 22 octobre 1861 à Nantes, il épouse Lydie Maillard de La Gournerie.
      - Émile Jouan de Kervenoaël (1862-1945), docteur ès droit, maire de La Verrie, conseiller général et député de la Vendée (1924-1928)[25]. Le 24 août 1892 à Bourges, il épouse Magdeleine de Saint-Exupéry.
        - Hubert Jouan de Kervenoaël (1894-1972), ancien pilote d'aviation, maire d'Osmery (1959-1972)[26].
        - Hervé Jouan de Kervenoaël (1895-1974), officier, pilote d'observation, puis viticulteur, titulaire de six citations de guerre, officier de la Légion d'honneur[27].
        - Louis Jouan de Kervenoaël (1896-1917), engagé volontaire au 56e régiment d'artillerie, mort au champ d'honneur à Douaumont en 1917[28].

      - Henri Jouan de Kervenoaël (19 août 1870 à Nantes - 22 mars 1940), officier de cavalerie, général de brigade (1927), commandeur de la Légion d'honneur[29]. Le 30 avril 1896 à Paris, il épouse Louise de La Lande de Calan.
        - François Jouan de Kervenoaël (1901-1984), officier de marine, capitaine de frégate puis administrateur de sociétés. Commandant des sous-marins « Amazone » (1934-1936) et « Rubis » (1938), officier de la Légion d'honneur. Le 7 mars 1925 à Versailles, il épouse Elisabeth du Hamel de Canchy.
          - Maurice Jouan de Kervenoaël (1936), directeur général de Kronenbourg et de la Société Européenne de Bières, ancien vice-président d'Hermès International, ancien président des Champagnes Laurent-Perrier, écrivain, auteur de romans historiques[30], officier de la Légion d'honneur.

  - Michel Jouan de Kervenoaël (12 juin 1802 à Plouzévédé - 22 juillet 1867 à Saint-Pol-de-Léon). Le 24 mai 1842 à Cléder, il épouse Anastasie de Parcevaux de Tronjoly.
    - Louis-Marie Jouan de Kervenoaël (6 août 1843 à Huelgoat - 30 juin 1919 à Saint-Pol-de-Léon). Il épouse Hélène Lamandour.
      - Mikaël Pierre François Marie Jouan de Kervenoaël 29 juin 1872 à Saint-Pol-de-Léon - 1944 à Plévenon), chanoine du diocèse de Quimper et Léon, directeur du Grand séminaire de Quimper, curé-doyen de Pleyben, restaurateur de l'abbaye du Relec[31].

    - Michel Jouan de Kervenoaël (9 juillet 1845 à Landivisiau - 9 juin 1918 à Saint-Pol-de-Léon). Le 21 avril 1884 à Saint-Pol-de-Léon, il épouse Marie Jégou du Laz.
      - Paul Jouan de Kervenoaël (11 avril 1885 à Saint-Pol-de-Léon - 16 janvier 1915 à Vannes). Le 6 août 1912 à Tavers, il épouse Henriette Meynard de Franc.
        - Michel Jouan de Kervenoaël (1913-2017), avocat près la cour d'appel, bâtonnier du barreau de Rennes en 1968-1970, officier de la Légion d'honneur[32].

## Fiefs et seigneuries
La famille Jouan a possédé les seigneuries du Mesgouëz, de Guicsané et de Kerdirizien, paroisse de Plouzané, de Pennanec'h et de Keranamoal, paroisse de Milizac, de Kervénigan, paroisse de Trébabu, de la Garenne, de Goazambrun et de la Ville-Jouan, paroisse de Châteaulin, de Kermerien, paroisse de Guiler, de Kervenozaël, paroisse de Guiscriff, de Kerbearec, de Thimoter.

## Propriétés
- Manoir de Pennanec'h, à Milizac (av. 1426-1577)[33].
- Manoir de Kervenozaël, à Guiscriff (1681-XIXe siècle)
- Manoir du Loc'h, à Cast (depuis le XVIIIe siècle)[34],[35].
- Manoir de Kerellou, à Trézilidé (XIXe siècle et XXe siècle)[36].
- Château de Kermorvan, à Baud (1847-1949)[34],[35],[36].
- Château de Talhouët, à Pontivy (1837-1956)[36].
- Château de Boisy-Sourdis, à La Verrie (depuis 1873)[37],[34],[35],[36].
- Château de La Vergnaie, à La Gaubretière (depuis 1912)[38].
- Château de Deffens, à Osmery (depuis 1943)[26].
- Château de Tour, à Tour-en-Bessin (depuis 1951)[39].
- Manoir de Vau de Quip, à Allaire (depuis 1976)[40].

## Armes
Les armes de la famille Jouan de  Kervenoaël sont De gueules au lion d'or, armé et lampassé d'argent, accompagné de trois annelets d'argent, deux et un.
Devise : Bon renom et En jouan point de soucis.
La famille Jouan de Kervenoaël n'est pas titrée. Charondas indique dans À quel titre? que cette famille porte un « titre emprunté ».

## Postérité
- Rue Bernard Jouan de Kervenoaël, à Castres[42].
- Avenue Jeanne de Kervenoaël, à Pontivy[43].
- Résidence Jeanne de Kervenoaël, à Pontivy[44].
- Quartier de Kervenoaël, à Pontivy.
- Promotion « Henri Jouan de Kervenoaël » de l'École du commissariat de l'Armée de terre
 (2005-2006).

## Alliances
Les principales alliances de la famille sont : Calamaign (v. 1420), de Kermorvan (1449), Le Vayer (1481), du Beaudiez (v. 1510), de Kernezne (1526), de Kerlec'h (1551), de Rosmadec (1575), Éonnet (v. 1620), Le Bihan (1650), Bobet de Lanhuron (1658), Coran (1678), du Vergier de Kerhorlay (1687), du Chastenet (1730), de Malherbe (1744), Le Coat (1747), Le Guillou de Keranroy (1758), de La Porte (1764), Le Verger du Cosquer (1785), Hervé de Penhoat (1789), Le Forestier de Quillien (1802), de Gras (1826), de Montmonier (1833), Lamandour (1837, 1866), de Parcevaux (1842), Maillard de La Gournerie (1861), Jégou du Laz (1884), de Fontaines (1887), de Saint-Exupéry (1892), de La Lande de Calan (1896), de Guibert (1898), de Saint-Vincent (1898), de Talhouët de Boishorand (1901) Jouon des Longrais (1906), de Couhé de Lusignan (1907), Le Rouge de Rusunan (1907), Frain de la Gaulayrie (1908), de L'Escale (1909), Ribal (1911), Meynard de Franc-Maillane (1912), Pantin de La Guère (1919), Michel de Monthuchon (1920), Dubost (1921), du Boüays de La Bégassière (1922), d'Andoque de Sériège (1923, 1948), du Hamel de Canchy (1925), Bouvet de La Maisonneuve (1927), de Turgy (1930), d'Estampes (1931), de Reinach-Hirtzbach (1931, 1943), de Rodellec du Porzic (1932), d'Aviau de Ternay (1932), de Sars, (1936), de Lantivy de Trédéon (1937), Delacour (1942), Ducoux (1948), de Kerouartz (1948), de Rancourt de Mimérand (1948), de Perier (1951), de Girard de Charnacé (1954), de Lallemant de Liocourt (1956), Dugenet (1956), Angier de Lohéac (1958), Le Borgne de Boisriou (1958), Brugerolle de Fraissinette (1960), Guyot du Buisson (1962), Cochon de Lapparent (1962), Joire (1965), de Roquemaurel (1965), Piquet (1966), de Labouchère (1965), Sas Witicki (1966), Blomart (1969), Nielly (1969), d'Harcourt (1971), Pinoteau (1971), de Grave (1972), du Mesnil (1974), de Lambert des Granges (1974), Fernet (1975), Fresneau (1977), Potel (1979), de Kervasdoué (1979), d'Oiron (1980), d'Anthenaise (1983), de Bastard de Saint-Denis (1984), de La Hamayde (1989), Lefèvre-Moulenq (1992), Dupont (1994), de Ghaisne de Bourmont (1997), Lequette (1998), de Pommereau, du Merle (2004), Fabre-Falret (2008), de Feydeau de Saint-Christophe, Mayaud (2011), Manac'h (2012), Manzoni di Lugo (2012), Paret (2013), Renaud (2014), Gouriou (2024)...